# 元陵 (北涼)
元陵，中国五胡十六国时代北凉武宣王沮渠蒙逊的陵墓。
天玺三年（401年），沮渠蒙逊取代段业建立沮渠氏北凉政权。义和三年（433年）四月，沮渠蒙逊去世，时年六十六岁，庙号太祖，谥号武宣王。陵号元陵。元陵在今甘肃省武威市，陵址待考。1979年4月下旬，在吐鲁番阿斯塔那古墓群发现两座古墓，北凉武宣王沮渠蒙逊夫人彭氏墓。